# Allarete nigra
Allarete nigra är en tvåvingeart som beskrevs av Boris Mamaev 1994. Allarete nigra ingår i släktet Allarete och familjen gallmyggor. Arten har ej påträffats i Sverige. Inga underarter finns listade i Catalogue of Life.